# Agung Laksono
Agung Laksono (ur. 23 marca 1949 w Semarang) – indonezyjski polityk; przewodniczący Izby Reprezentantów Indonezji w latach 2004–2009, obecnie minister-koordynator ds. dobrobytu ludowego. Jest członkiem partii Golkar.